# 托米·阿梅奥比
湯美·艾美奧比（英語：Tomi Ameobi，1988年8月16日—），是一名已退役尼日利亞裔英格蘭足球運動員，司職前鋒。他的兄長是紐卡素前鋒肖拉·艾美奧比。

## 生平
07/08球季，艾美奧比首次成為列斯聯一隊的球員，在這之前均只是在預備組侯命。2007年8月28日，湯美·艾美奧比在聯賽盃對樸茨茅夫中首次登場。
2007年11月15日，艾美奧比獲外借到英冠球隊斯肯索普爭取上陣機會。2008年夏季，他轉投唐卡士打。9月25日，他被外借到甘士比1個月。在僅上陣兩次後返回唐卡士打。2009年1月15日，他再度被外借到協會全國聯賽球隊曼斯菲一個月，借用期滿後返回唐卡士打，期間獲派4次上陣。季後，他遭球會棄用。其後，他加盟議會全國聯賽的格林森林流浪。及後，他輾轉加盟惠特利灣。